# Laputa – Az égi palota
A Laputa – Az égi palota (天空の城ラピュタ; Tenkú no siro Rapjuta; Hepburn: Tenkū no shiro Rapyuta; angol címén Castle in the Sky vagy Laputa: Castle in the Sky) vagy Égi palota 1986-ban bemutatott japán animációs fantasy kalandfilm Mijazaki Hajao írásában és rendezésében. Az első Studio Ghibli gyártásában készült film. Zenéjét Hiszaisi Dzsó szerezte.
A film középpontjában két gyermek, Sheeta és Pazu áll. Mindketten egy hajdani repülő várost, Laputát keresik, azonban nem csak ők, hanem a hadsereg és a kalózok is Laputa nyomában vannak. A film főszereplőit Jokozava Keiko, Tanaka Majumi, Hacui Kotoe, Terada Minori és Nagai Icsiró szeijúk szólaltatják meg.
Japánban 1986. augusztus 2-án mutatták be a mozik, és a Toei Company forgalmazta. Az első angol változatot a Streamline Pictures készítette a Japan Airlines számára, majd a Disney forgalmazta szélesebb körben az új angol változatot. Magyarországon a Best Hollywood adta ki DVD-n 2007-ben. A televízióban az M2, az M1, a Film+ a Film+ 2 és a Digi Film adásában szerepelt.
A filmet több díjjal is jutalmazták, köztük az Animage Anime Grand Prix díjával 1986-ban és az Ófudzsi Noburó-díjjal 1987-ben.

## Cselekmény
Egykoron az emberi civilizáció repülő városokat épített, amelyek egy ismeretlen katasztrófában elpusztultak, újra a földre kényszerítve az emberiséget. Az egyetlen megmaradt repülő várost, Laputát egy nehezen áthatolható vihar veszi körül, emiatt létezését sokan legendának tartják.
A történet nyitányában egy léghajót, amelyben Sheetát, egy lányt szállítanak, akit Muska ezredes, a kormány titkosügynöke rabolt el, Dola kapitány kalózai támadják meg, hogy megszerezzék a lány kristályamulettjét. Az összecsapás alatt Sheeta kiugrik a hajóból, de az amulett ragyogni kezd és a zuhanását lelassítja. Egy bányászfaluban ér biztonságosan földet, ahol egy Pazu nevű fiú talál rá, aki az otthonába viszi, hogy felépüljön. Másnap reggel Sheeta magához tér és meglepetten látja, hogy Pazu egy repülőgépet épít azzal a céllal, hogy megtalálja Laputa elveszett városát, amelyet megboldogult apja néhány éve sikeresen le is fényképezett. Sheetát Dola kalózai – akik egyben a fiai, Charles, Louis és Henri – és Muska katonái is üldözik, ezért menekülnie kell, amelyben Pazu és a főnöke, Mr. Duffi a segítségére lesz. Sheeta és Pazu egy elhagyatott bányába zuhannak – az amulett segítségével biztosan érnek földet –, ahol Sheeta elmondja, hogy ő és családja északra, egy Gondoa nevű völgyben élt, de szülei halálával egyedül maradt, majd Muska és emberei elrabolták. Hozzáteszi, fogalma sem volt, hogy az amulettjének, ami már generációk óta a családja tulajdonában áll, ekkora hatalma van. Felbukkan egy remete, Pomme bácsi, aki elmagyarázza nekik, hogy Sheeta amulettje egy levitációs kristály, ami levi kőből készült, abból az anyagból, ami Laputát és a többi repülő várost is a magasban tartotta.

Egy laputai robot modellje a Ghibli Múzeumban kiállítva

A bánya elhagyása után Sheeta elmondja Pazunak, hogy a teljes neve ’Lusheeta Toel Ul Laputa’. Muska katonái azonban elfogják és Tedis erődjébe viszik őket, ahol Pazut egy sötét, hideg és nyirkos toronyba zárják, míg Sheeta egy lényegesen kényelmesebb cellát kap. Muska megmutat Sheetának egy alvó laputai robotot és felfedi előtte, hogy tud a teljes nevéről, ami a laputai királyi ághoz való kötődésének bizonyítéka (ő a trónörökös). Hozzáteszi, hogy az egykor egész világot uralma alatt tartó Laputa létezése veszélyt jelent az emberiségre. Megfenyegeti, hogy ha nem működik vele együtt Laputa megtalálásában, elveszi Pazu életét. Sheeta beletörődik helyzetébe és követi Muskát, s arra kéri Pazut, hogy menjen el és felejtse el Laputát a saját biztonsága érdekében, Muska pedig – a „szolgálatait” megköszönve, hogy eddig megvédte Sheetát – néhány aranypénzzel útnak indítja a fiút.
Pazu megtörve hazamegy, otthonában azonban Dola és kalózai fogadják. Kifaggatják a fiút, s hallva, hogy Muska Góliát nevű hajója Sheetával fedélzetén hamarosan Laputa megkeresésére indul, azonnal a kristályamulett megszerzésére indulnak. Dola megengedi Pazunak, hogy velük tartson. Ezalatt Sheeta az erődben elmond egy apotropaikus igét, amivel váratlanul működésbe hozza az amulettet és az alvó robotot. A robot nagy pusztítást végez, miközben Sheetát keresi. Mikor megtalálja, a lány lenyugtatja a robotot, és az amulett egy fénysugárral megmutatja Laputa helyét. Muska kihasználva a helyzetet Góliát nevű léghajójával elpusztítja a robotot. Pazu épp ekkor érkezik megmenteni a lányt, de Muska megszerzi az amulettet és a jelét követve elindul Laputába.

Laputa ábrázolása

A kalózok, Pazu és Sheeta visszatérnek Tigrismoly nevű léghajójukhoz, ahol Sheeta a konyhában, Pazu pedig egy idős szerelőmérnöknél segédkezik. A Góliátot követve másnap megérkeznek Laputára. A két gyermek elválik a kalózoktól és felfedezik a várost, melyben emberi élet nyomát ugyan nem találják, de a mindent benövő növényzetet, közepén egy hatalmas élet fájával, egy Tedis erődben látotthoz hasonló robot gondozza. Dola kalózai eközben Muska katonáinak fogságába esnek, akik a város kincseit fosztogatják. A város romos alsó része feletti palotában jól megőrződtek a laputai tudományos kutatások eredményei. Mikor Muska be tud lépni a város központi részébe, foglyul ejti Sheetát és az emberei tüzet nyitnak Pazura, akinek sikerül elmenekülni, majd kiszabadítja a kalózokat.
Laputa központjában, ahol a várost levegőben tartó levitációs kristály is található, Muska felfedi Sheeta előtt teljes nevét: ’Romuska Palo Ul Laputa’, ami egy másik laputai királyi ághoz való tartozást jelent, majd Sheeta amulettjét kulcsként használva hozzáfér a fejlett laputai technológiához és annak pusztító fegyvereihez, aminek megszerzése mindig is célja volt. Ezután lemészárolja az ellene forduló Muoro tábornok katonáit és elpusztítja a Góliátot. A zűrzavarban Sheeta elveszi a kristályt és elmenekül, Muska a nyomába ered. Sheeta összefut Pazuval, akinek egy fal résén keresztül átadja az amulettet, de újra konfrontálódik Muskával, akinek elmondja, hogy Laputát azért hagyták el az emberek, mert elszigeteltsége nem jelentett számukra életet. Muska ezt visszautasítja és megfenyegeti, hogy lelövi, ha nem kapja vissza az amulettet. Pazu belép a terembe és közli Muskával, hogy visszaadja a kristályt, ha beszélhet Sheetával. Muska három percet ad nekik, nem sejtve, hogy a „pusztítás igéjét” mondják el, ami a város nagy részét romba dönti, a férfi halálát okozva. Pazu és Sheeta túlélik a pusztulást és egy siklórepülővel elindulnak haza. Útközben Dola kalózaival is találkoznak, akiknek sikerült némi kincset összegyűjteniük, majd elbúcsúznak. A film végén látható, hogy Laputából a palota felső része és az élet fája maradt meg, amelyet a fa gyökerei közt ragadt amulett tart a magasban.

## Szereplők
| Szereplő                                                                  | Japán hang         | Angol hang                     | Angol hang                              | Magyar hang      |
| Szereplő                                                                  | Japán hang         | 1. angol változat (Streamline) | 2. angol változat (Disney, 1997)        | Magyar hang      |
| ------------------------------------------------------------------------- | ------------------ | ------------------------------ | --------------------------------------- | ---------------- |
| Sheeta hercegnő (シータ; Síta; Hepburn: Shīta) (Lusheeta Toel Ul Laputa)  | Jokozava Keiko     | Lara Cody                      | Anna Paquin Debi Derryberry (kisgyerek) | Pekár Adrienn    |
| Pazu (パズー; Pazú; Hepburn: Pazū)                                        | Tanaka Majumi      | Barbara Goodson                | James Van Der Beek                      | Penke Bence      |
| Dola kapitány (マ=ドーラ; Dóra; Hepburn: Dōra)                            | Hacui Kotoe        | Rachel Vanowen                 | Cloris Leachman                         | Horváth Zsuzsa   |
| Muska ezredes (ムスカ; Muszuka; Hepburn: Musuka) (Romuska Palo Ul Laputa) | Terada Minori      | Jeff Winkless                  | Mark Hamill                             | Csőre Gábor      |
| Muoro tábornok (モウロ 将軍; Mouro sógun)                                 | Nagai Icsiró       | Mike Reynolds                  | Jim Cummings                            | Borbiczki Ferenc |
| Pom bácsi (ポム; Pomu)                                                    | Tokita Fudzsio     | Ed Mannix                      | Richard Dysart                          | Kristóf Tibor    |
| Charles (Shalulu) (シャルル; Saruru; Hepburn: Sharuru)                    | Kamijama Takuzó    | Barry Stigler                  | Mike McShane                            | Rába Roland      |
| Louis (Lui) (ルイ; Rui)                                                   | Jaszuhara Josito   | Dave Mallow                    | Mandy Patinkin                          | N/A              |
| Henri (Anli) (アンリ; Anri)                                               | Kamijama Szukekijo | Eddie Frierson                 | Andy Dick                               | Hamvas Dániel    |
| Mr. Duffi (ダッフィー; Daffí; Hepburn: Daffī)                             | Ito Hirosi         | Clifton Wells                  | John Hostetter                          | Hajdu István     |
| idős szerelőmérnök                                                        | Szaikacsi Rjúdzsi  | Eddie Frierson                 | Matt K. Miller                          | N/A              |
| Mrs. Duffi (Okami) (おかみさん)                                           | Vasio Macsiko      | Lara Cody                      | Tress MacNeille                         | N/A              |
| Madge (マッジ; Maddzsi; Hepburn: Majji) (Duffi lánya)                     | Tarako             | Barbara Goodson                | Debi Derryberry                         | N/A              |

## Megvalósítás

### Inspirációk

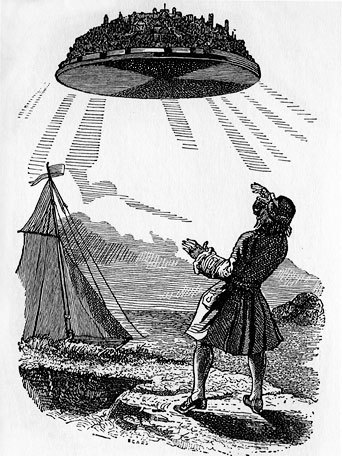
Laputa a Gulliver utazásaiban (1856-os kiadás)

Laputa lebegő városa Jonathan Swift Gulliver utazásai című művéből származik, maga az égi város elképzelését Platóntól eredeztetik, és története sokban hasonlít Atlantiszéra. Anthony Lioi Mijazaki filmjének Laputáját Swiftééhez hasonlónak érzi, ahol az égi palota technológiai fejlettségét politikai célokra akarják felhasználni.
Laputa bibliai és hindu legendákon alapul, ezáltal a Laputa világa kötődik a nyugati, európai kultúrához csakúgy, mint a középkori architektúrájú várával, a gótikus és favázas házaival az erődhöz közeli faluban, a walesi építésű bányászfaluval, Pazu szülőföldjének öltözködésével és járműveivel, vagy a viktoriánus kori hangulatú kalózhajójával. A filmben többszöri utalások vannak a Rámájana epikus hindu ciklusra, azon belül is az Indra nyilára és Szítára (Sheeta), a történet női főszereplőjére.
Néhány, a filmben látható épületet walesi bányászvárosok ihlettek. Mijazaki 1984-ben személyesen tanúja volt a bányászsztrájknak az Egyesült Királyságban. 1986-ban visszatért és walesi tapasztalatait így osztotta meg: „Walesben jártam a bányászsztrájk után. Igazán csodáltam, ahogy a bányászszakszervezetek küzdöttek a munkájuk és közösségeik végnapjaiig, és azt akartam, hogy tükröződjön a filmemben azoknak a közösségeknek az ereje.” Mijazaki a The Guardiannek adott interjújában elmondta, hogy „Csodáltam azokat az embereket, csodáltam, ahogy küzdöttek életformájuk megmentéséért, csakúgy, mint a szénbányászok tették Japánban. A generációmból sok ember szimbólumként tekint a bányászokra; a harcos férfiak egy kihaló ága. Mára már letűntek.”

### Témák
A film egyik fő témája a technológia korrumpáló hatása az emberiségre. Mijazaki szkepticizmusa a tudomány és a technológia felé gyakran megjelenik filmjeiben. Az eszkalálódó technológiai fejlődéssel párhuzamosan nő az erőszak, a kapzsiság és az igazságtalanság, valamint a természetet érő káros hatások. Mijazaki ezzel nem fejez ki egyértelmű technológiaellenességet, csupán kétségeinek ad hangot, hogy azt nem bölcsen fogják felhasználni. Mijazaki filmjei jól illeszkednek a kulturális nosztalgia annak a trendjébe, ami a második világháború után alakult ki Japánban, főként a gyors technológiai fejlődés következményeként.

## Megjelenések

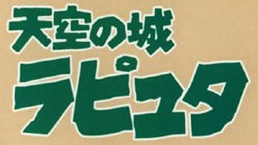
A film eredeti logója

### Japán
A Laputa – Az égi palotát Japánban 1986. augusztus 2-án mutatták be a mozik a Toei Company forgalmazásában. DVD-n 2002. október 4-én jelentette meg a Walt Disney Home Entertainment Japan normál és gyűjtői változatban, japán és angol hangsávval és felirattal. Blu-ray lemezen 2010. december 22-én, HD DVD-n 2014. július 16-án adta ki a Walt Disney Studios Japan.

### Észak-Amerika
Az első angol változatot a Magnum Video Tape and Dubbing készítette az 1980-as évek végén a Tokuma megbízásából a Japan Airlines számára. Az Amerikai Egyesült Államokban a Streamline Pictures vetítette ezt a változatot rövid ideig. 1995-ben mutatták be a mozik, 1996-ban VHS-en megjelent. Carl Macek, a Streamline feje csalódottságát fejezte ki a szinkron iránt, „elfogadhatónak, de ügyetlennek” ítélte meg. A Disney forgalmazta szélesebb körben az új angol változatot, ami 1998-ban készült el és 1999-ben mutatták be. Bár a kezdeti elképzelések szerint videóforgalmazásba került volna, végül a mozivetítés mellett döntöttek. A Disney 2003. április 15-én jelentette meg DVD-n japán, angol, francia hanggal és angol felirattal, majd 2010. március 2-án újrakiadásban. Blu-rayen 2012. május 22-én adták ki. A GKIDS 2017. október 31-én újra kiadta DVD-n és Blu-rayen.

#### Módosítások a filmen
Bár a történet és a szövegkönyv többnyire érintetlen maradt, a Disney által készített angol változat több jelentősebb módosítást tartalmaz. Jelentős mennyiségű háttércsevegést, háttérzajt és egysoros mondatokat adtak hozzá, hogy kitöltsék a néma pillanatokat és növeljék egyes jelenetek mozgalmasságát. Hiszaisi Dzsót felkérték, hogy az eredeti 39 percnyi szintetizátorjátéka helyett készítsen egy 90 percnyi szimfonikus zenekarra írt darabot, elfogadhatóbbá téve az amerikai közönségnek a film zenei aláfestését. Pazu és Sheeta angol hangjai (James Van Der Beek és Anna Paquin) idősebbé és kevésbé mokánnyá teszik a főhősöket japán hangjaiknál. Míg a japán dialógusban Sheetában inkább az anyát látja a kalózhajó legénysége, addig az angol dialógusok szerint inkább a szerelmi érdeklődésük tárgyát képezi a lány. Az eredeti angol szinkronban Robert Louis Stevenson A kincses sziget című művére utalnak, a Disney szinkronjában pedig Jonathan Swift Gulliver utazásaira.
Bár a változtatások a Studio Ghibli és Mijazaki engedélyével történtek, számos kritika érte és kérdőre vonták a rendezőt. Másrészt Mijazaki maga is kijelentette, hogy elfogadta Hiszaisi átdolgozását, elismeréssel illette, ami visszhangra talált több kritikusnál. A 2010-es DVD-kiadásról és a 2012-es Blu-ray-kiadásról a módosítások többségét elhagyták. A GKIDS 2017-es Blu-ray-kiadása az eredeti filmzenét és a Disney szinkronját is tartalmazza az átdolgozott filmzenével, emellett a japánról angolra hibásan fordított feliratokat is javították.

### Magyarország
Magyarországon egy tizenkét részes Studio Ghibli-sorozat tagjaként a Best Hollywood adta ki DVD-n 2007. augusztus 28-án. A DVD magyar, japán és angol szinkron mellett magyar feliratot, audiokommentárokat és előzetest is tartalmaz. Televízióban az M2 vetítette, először 2008. április 26-án, majd az M1, a Film+, a Film+ 2 és a Digi Film is műsorára tűzte.

## Filmzene
A Laputa – Az égi palota zenéjét Hiszaisi Dzsó szerezte és a Tenkú no siro Laputa Soundtrack – Hikószeki no nazo (天空の城ラピュタ サウンドトラック―飛行石の謎―; Hepburn: Tenkū no siro Rapyuta Saundotorakku – Hikōseki no nazo) filmzenei albumon adta ki a Tokuma Japan Communications és az Animage Records 1986. szeptember 25-én. Két újbóli kiadást is megért 1993. december 21-én és 2002. július 17-én. A lemezen 14 dal található.
| Tenkú no siro Laputa Soundtrack – Hikószeki no nazo dallista | Tenkú no siro Laputa Soundtrack – Hikószeki no nazo dallista | Tenkú no siro Laputa Soundtrack – Hikószeki no nazo dallista | Tenkú no siro Laputa Soundtrack – Hikószeki no nazo dallista | Tenkú no siro Laputa Soundtrack – Hikószeki no nazo dallista | Tenkú no siro Laputa Soundtrack – Hikószeki no nazo dallista | Tenkú no siro Laputa Soundtrack – Hikószeki no nazo dallista | Tenkú no siro Laputa Soundtrack – Hikószeki no nazo dallista | Tenkú no siro Laputa Soundtrack – Hikószeki no nazo dallista | Tenkú no siro Laputa Soundtrack – Hikószeki no nazo dallista |
| #                                                            | Cím | Hossz                                                        |                                                              |                                                              |                                                              |                                                              |                                                              |                                                              |                                                              |
| ------------------------------------------------------------ | --- | ------------------------------------------------------------ | ------------------------------------------------------------ | ------------------------------------------------------------ | ------------------------------------------------------------ | ------------------------------------------------------------ | ------------------------------------------------------------ | ------------------------------------------------------------ | ------------------------------------------------------------ |
| 1.                                                           | Szora kara futtekita sódzso (空から降ってきた少女; Hepburn: Sora kara futtekita shōjo; The Girl Who Fell from the Sky)                                                    | 2:25                                                         |                                                              |                                                              |                                                              |                                                              |                                                              |                                                              |                                                              |
| 2.                                                           | Slag keikoku no asza (スラッグ溪谷の朝; Szuraggu keikoku no asza; Hepburn: Suraggu keikoku no asa; Morning in the Slag Ravine)                                            | 3:00                                                         |                                                              |                                                              |                                                              |                                                              |                                                              |                                                              |                                                              |
| 3.                                                           | Jukai na kenka (~Cuiszeki) (愉快なケンカ(~追跡); Hepburn: Yukai na kenka (~Tsuiseki); A Fun Brawl (~Pursuit))                                                             | 4:27                                                         |                                                              |                                                              |                                                              |                                                              |                                                              |                                                              |                                                              |
| 4.                                                           | Gondoa no omoide (ゴンドアの思い出; Memories of Gondoa) | 2:46                                                         |                                                              |                                                              |                                                              |                                                              |                                                              |                                                              |                                                              |
| 5.                                                           | Sicui no Pazu (失意のパズー; Sicui no Pazú; Hepburn: Shitsui no Pazū; Discouraged Pazu)                                                                                   | 1:44                                                         |                                                              |                                                              |                                                              |                                                              |                                                              |                                                              |                                                              |
| 6.                                                           | Robot hei (Fukkacu ~ Kjúsucu) (ロボット兵(復活~救出); Robotto hei (Fukkacu ~ Kjúsucu); Hepburn: Robotto hei (Fukkatsu ~ Kyūshutsu); Robot Soldier (Resurrection ~ Rescue) | 2:31                                                         |                                                              |                                                              |                                                              |                                                              |                                                              |                                                              |                                                              |
| 7.                                                           | Gassó, kimi o noszete (合唱 君をのせて; Hepburn: Gasshō, kimi o nosete; Carrying You, Chorus Version) (kórus: Szuginami Gyermekkórus)                                     | 2:05                                                         |                                                              |                                                              |                                                              |                                                              |                                                              |                                                              |                                                              |
| 8.                                                           | Sheeta no kecui (シータの決意; Síta no kecui; Hepburn: Shīta no ketsui; Sheeta’s Decision)                                                                                | 2:03                                                         |                                                              |                                                              |                                                              |                                                              |                                                              |                                                              |                                                              |
| 9.                                                           | Tiger Moth-gó nite (タイガーモス号にて; Taigámoszu-gó nite; Hepburn: Taigāmosu-gō nite; On the Tiger Moth)                                                                | 2:31                                                         |                                                              |                                                              |                                                              |                                                              |                                                              |                                                              |                                                              |
| 10.                                                          | Hamecu e no jocsó (破滅への予兆; Hepburn: Hametsu e no yochō; An Omen to Ruin)                                                                                            | 2:17                                                         |                                                              |                                                              |                                                              |                                                              |                                                              |                                                              |                                                              |
| 11.                                                          | Gekkó no unkai (月光の雲海; Hepburn: Gekkō no unkai; The Moonlit Sea of Cloud)                                                                                            | 2:33                                                         |                                                              |                                                              |                                                              |                                                              |                                                              |                                                              |                                                              |
| 12.                                                          | Tenkú no siro Laputa (天空の城ラピュタ; Tenkú no siro Rapjuta; Hepburn: Tenkū no siro Rapyuta; Laputa: Castle in the Sky)                                                 | 4:34                                                         |                                                              |                                                              |                                                              |                                                              |                                                              |                                                              |                                                              |
| 13.                                                          | Laputa no hókai (ラピュタの崩壊; Rapjuta no hókai; Hepburn: Rapyuta no hōkai; The Collapse of Laputa) (kórus: Szuginami Gyermekkórus)                                     | 1:57                                                         |                                                              |                                                              |                                                              |                                                              |                                                              |                                                              |                                                              |
| 14.                                                          | Kimi o noszete (君をのせて; Hepburn: Kimi o nosete; Carrying You) (előadó: Inuoue Azumi, dalszöveg: Mijazaki Hajao)                                                       | 4:07                                                         |                                                              |                                                              |                                                              |                                                              |                                                              |                                                              |                                                              |
| 39:26                                                        | |                                                              |                                                              |                                                              |                                                              |                                                              |                                                              |                                                              |                                                              |

## Fogadtatás
A filmet az Animage 1986-os Anime Grand Prix díjátadóján a legjobb filmnek járó díjjal jutalmazták, emellett Sheetát a második legjobb női szereplőnek, Pazut a második legjobb férfi szereplőnek, utóbbi szinkronhangját, Tanaka Majumit pedig a legjobb női szeijúnak választották. A film záródala, a Kimi o noszete szintén második helyet ért el. 1987-ben a Mainichi Film Concourson elnyerte az Ófudzsi Noburó-díjat.
Caryn James filmkritikus a The New York Times hasábjain úgy írt, a Laputa „részletes fantasy világával, beleértve sötét, századfordulós bányászvárosát és cukorka színű repülő siklóit, csábítóbb, mint bármely élőszereplős film”. A történetfelépítését a televíziós rajzfilmekéhez közelebb állónak találta, mint egy családi filméhez. A T.H.E.M. Anime Reviews 5/5 csillagos értékelést adott a filmnek, egy kalap alá véve Mijazaki többi filmjével. Dicsérte a kidolgozott animációt, a fordulatokat és meglepetéseket nem nélkülöző cselekményt, a szereplők fejlődését és az „egyik pillanatban heroikus, a másikban mélyen szomorú” zenei aláfestést egyaránt. A The Nihon Review és az Anime World is hasonlóan pozitív kritikát jelentetett meg, 10/10, illetve 5/5 pontot adva.
Hope Chapman az Anime News Network kritikusa kiemelte, hogy Mijazaki ezen filmje nem annyira „ártatlan”, mint a Totoro – A varázserdő titka vagy a Chihiro Szellemországban című filmjei, utalva rá, hogy a „gyermekbarát” történetet eltemeti a rengeteg párbeszéd, a „világépítés”, a világvége fegyverek, a gyermekre fogott fegyver látványa vagy a háttérszereplők tömeges halála. A történetét az egyik legösszefüggőbbnek nevezte Mijszaki filmjei közül.
A Laputa a 19. helyet szerezte meg minden idők 150 legjobb animációs filmjét és sorozatát tartalmazó listáján, amelyet a 2003-as Tokiói Laputa Animációs Fesztiválra készítettek el egy nemzetközi szintű felmérés során, 140 animációs művész és kritikus megkérdezésével. A Rotten Tomatoes filmkritikai oldalon 95%-ban pozitív értékelést kapott és húsz kritika alapján 7,4/10-es átlagpontozást állapítottak meg. A Time Out munkatársai a 84. helyre sorolták a filmet a 100 legjobb animációs filmet tartalmazó listájukon. A Japán Kulturális Ügyekért Felelős Hivatal egy 2007-es közönségszavazásán a Laputát az 1980-as évek második legjobb japán animációs filmjének és minden idők harmadik legjobb japán animációjának választották.
A Laputa 2013. augusztus 2-ai vetítésekor a rajongók a „balse” szót és a filmből eltelt időt írták ki a Twitter közösségi oldalra, világcsúcsot elérve, amikor 143 199 „csiripelés” jelent meg egyetlen másodperc alatt.
Az AnimeStars ismertetőjében így ír a filmről: „Összességében egy kedves, romantikus kalandfilm […], ami gyerekmesékhez hasonlatos külseje mögött komoly mondanivalókat rejt. Remek szórakozás az egész családnak és a gondolkodni vágyóknak egyaránt.”

## Díjak és jelölések
| Év        | Díj                        | Kategória              | Jelölt(ek)                             | Eredmény |
| --------- | -------------------------- | ---------------------- | -------------------------------------- | -------- |
| 1986      | 9. Anime Grand Prix        | Legjobb anime          | Laputa – Az égi palota                 | Elnyerte |
| 1986      | 9. Anime Grand Prix        | Legjobb női szereplő   | Sheeta                                 | Jelölve  |
| 1986      | 9. Anime Grand Prix        | Legjobb férfi szereplő | Pazu                                   | Jelölve  |
| 1986      | 9. Anime Grand Prix        | Legjobb szeijú (női)   | Tanaka Majumi (Pazu hangja)            | Elnyerte |
| 1986      | 9. Anime Grand Prix        | Legjobb dal            | Kimi o noszete (szerző: Hiszaisi Dzsó) | Jelölve  |
| 1987      | 41. Mainichi Film Concours | Ófudzsi Noburó-díj     | Mijazaki Hajao                         | Elnyerte |
| Források: |                            |                        |                                        |          |